# کاشی‌وارا، اوساکا
کاشی‌وارا در استان اوساکا در کشور ژاپن واقع شده‌است  که دارای جمعیت ۷۵٬۸۷۵ نفر و مساحت ۲۵٫۳۹ کیلومتر مربع با تراکم جمعیت ۲٬۹۸۸  نفر در کیلومترمربع است و در تاریخ ۱ اکتبر ۱۹۵۸ به عنوان شهر شناخته شد.